# Randoszeru

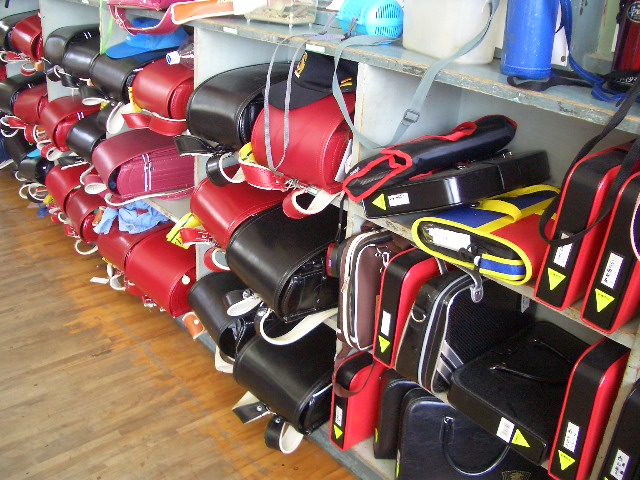
Randoszeru az iskolában

A randoszeru (japánul:ランドセル; Hepburn: randoseru) egy, a japán kisiskolások által használt speciális, keményített hátizsákfajta. A randoszeru, mely bőrből vagy bőrhatású szintetikus anyagból készül, leginkább az általános iskolások által használt, hagyományosan a gyermek az általános iskola első évének megkezdésekor kapja, és a hatodik osztály befejezéséig hordja ugyanazt a táskát. A mai randoszeruhoz hasonló hátizsák első megjelenése 1887-re tehető, amikor is Itó Hirobumi miniszterelnök az iskolában az első napját megkezdő Taisó császárnak ajándékozott egy ilyesfajta táskát. A kifejezés egy jövevényszó, melyet a holland „ransel” hátizsák jelentésű szóból alkottak, ahogy eredetileg 200 évvel ezelőtt Hollandiában használták a szót. A táska az egyenruha része volt, színe és mérete szigorúan kötött volt.

## Története
A randoszeru használatának kezdete az Edo-korba nyúlik vissza. Számos nyugati reformot vezettek be a kor végén, többek között ez a hadsereget és a haditengerészetet is érintette. Ezen intézkedések mentén vezették be a holland stílusú ranselnek hívott hátizsákot, mely a gyalogos katonáknak biztosított új módszert a felszerelésük tárolására és cipelésére. Ezeknek a formája ugyan hasonlított a mai randoszeruhoz, de ezek szövetből készültek. Közvetlen kialakulása és elterjedése a Gakusúin (japánul: 学習院; Hepburn: Gakushuuin) iskolához kötődik. Az 1847-ben Ninkó császár által alapított iskolába főként a császári család és a nemesi családok gyermekei jártak, később a köznép gyermekei is. 1879-ben bevezették az egyenruha használatát, annak jegyében, hogy ne hozzanak otthoni környezetet az oktatás helyszínére és egyenlőséget teremtsenek. 1885-ben betiltották a gyermekeknek a riksával vagy lovas szekérrel való iskolába jövést, azt preferálva, hogy a tanulók gyalog jöjjenek iskolába saját felszerelésüket maguk hozva. Ebben az időszakban a táska úgy nézett ki, mint egy normál hátizsák. Ez 1887-ben változott meg, amikor Josihito koronahercegnek, a későbbi Taisó császárnak iskolakezdési ajándéknak Itó Hirobumi miniszterelnök egy randoszeruhoz hasonló táskát adott, ami a korábbiaktól eltérően egy keményített bőrből készült típus volt. Az ország katonáinak tiszteletére, a hadseregben használt hátizsákok mintájára készítették el a táskát. Ez a táska gyorsan népszerűvé vált az iskola tanulóinak körében, és formailag egyre jobban a mai randoszerure kezdett hasonlítani. Azonban az átlag japán szülők nem engedhették meg maguknak ezt a fajta drága hátizsákot. Vidéken sem volt elterjedt a használata, főként nagyvárosokban használták. 1890-ben a Gakusúin kötelezővé tette a fekete bőrből készült randoszerut, 1897-ben pedig a méreteit is megszabták: magassága 31,8 centimétertől 33,33 centiméterig, szélessége 29,37 centimétertől 31,8 centiméterig, mélysége pedig 6,66 centimétertől 7,56 centiméterig terjedhetett. Ezen méretek azonban az évek során változtak. A második világháború alatt használata háttérbe szorult, a második világháború után bekövetkező hatalmas méretű gazdasági fellendülésig Japánban furosikit (ez egy tradicionális japán csomagolókendő) vagy egyvállas hátizsákot használtak. Az 1960-as évek elején lett általánosan kötelező elem az általános iskolákban. Érdekesség hogy a randoszerut az Oktatási Minisztérium sosem tette kötelezővé, ahogy általában állami iskolákban nem követelik meg a tanulóktól.

## Dizájn

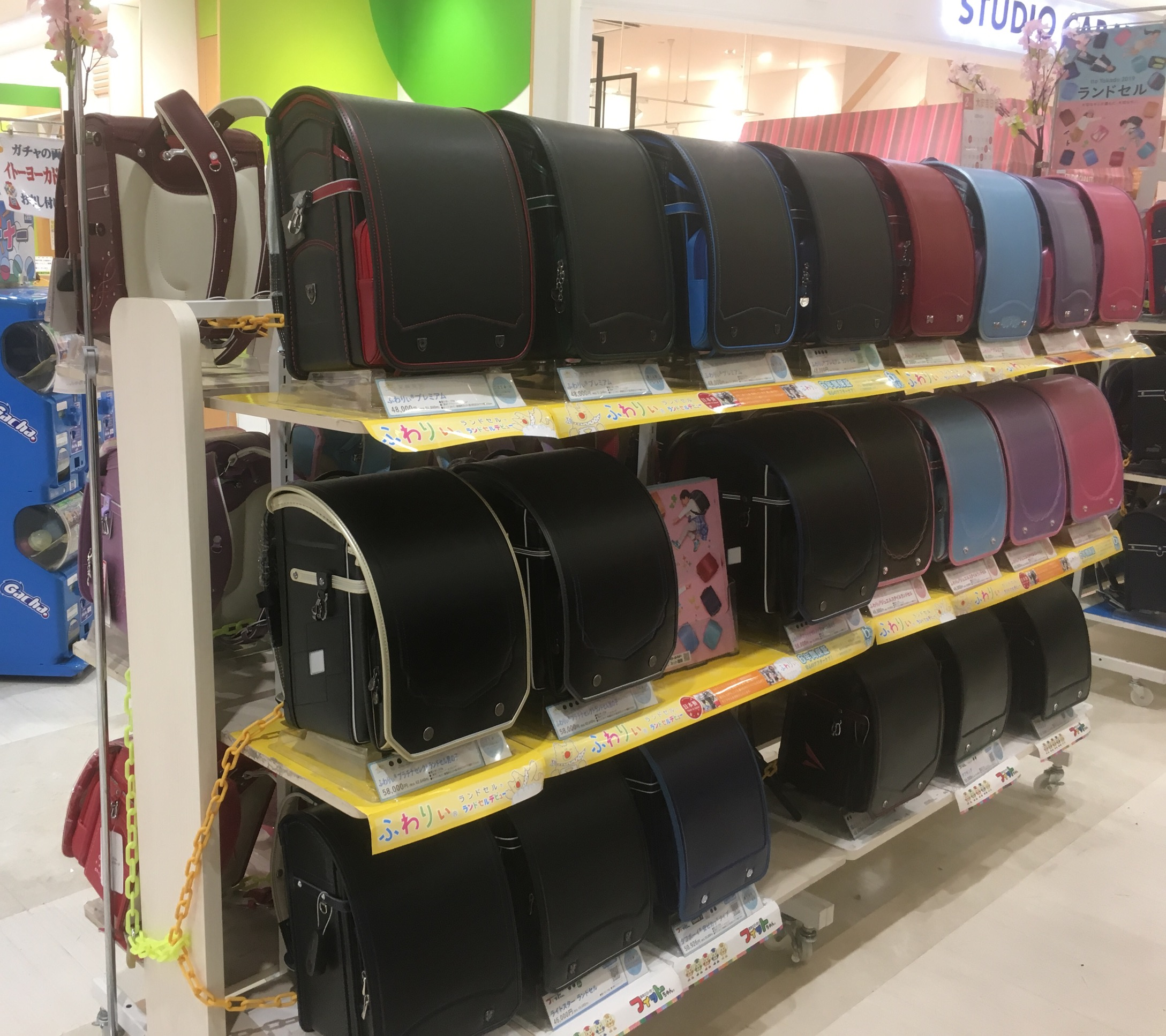
Színválaszték

A konzervatívabb iskolákban a táskák színe, márkája és dizájnja meghatározott, hagyományosan a hátizsák színe a fiúknak fekete, a lányoknak vörös. De a nemi sztereotípiák felé tanúsított változó hozzáállás miatt, ma már sokféle színes verzió, mint a rózsaszín, barna, sötétkék, kék, zöld és a kétszínű, illetve mintás táskák is széles körben elterjedtek. Ezek a színvariációk az 1960-as évek óta léteztek, de az oktatási rendszer konzervatív felfogása miatt, kevés ilyen színűt értékesítettek, amíg a hozzáállás fokozatosan változni kezdett a korai kétezres években. A megnövekedett színválaszték részben kompromisszum a szülők felé, hogy megtartsák a tradíciókat a modernizált iskolákban is, ahol többé nem kötelező randoszeru vagy a hagyományos egyenruha viselete. Egy tipikus iskolai randoszeru méretei a következők: nagyjából 30 cm magas, 23 cm széles, és 18 cm mély. Azok a részei, melyek közvetlenül érintkeznek a testtel, puhább bőrből vagy egyéb anyagból készülnek. Üresen a hátizsák súlya körülbelül 1,2 kilogramm. Az előállító cégek általában két méretben készítik, egy kisebbet, ami az A5-ös méretű füzetekhez, és egy kicsit nagyobbat, amik az A4 méretű füzetekhez van igazítva méretben. Belső kialakítása két fő részre tagolt, egy nagyobbra a könyveknek, és egy kisebbre a papíroknak és egyéb eszközöknek. A randoszeru igazi bőrből, műbőrből vagy textilbőrből készül. Azonban használatban van az 1965-ben a Kuraray Co. Ltd. által bemutatott Clarino anyag, manapság a táskák 70%-a ebből az anyagból készül. Előnye hogy könnyebb, mint a bőr, így csak 1 kilogrammot nyom a táska, ultrakönnyű változata pedig 0,8 kilogrammot. A táskák anyagukból adódóan vízhatlanok. Általában a randoszeruk marhabőrből készülnek, de előfordulnak shell cordovanból, azaz lóbőrből készített táskák is, ezeknek ára azonban igen magas. Számos területen elkezdtek a Közlekedésbiztonsági Intézettel együttműködni, annak érdekében, hogy növeljék a gyermekek biztonságos eljutását otthonuktól az iskoláig és vissza, ezért a randoszeru elejére műanyag jól láthatósági csík használatát javasolták. A Sonobe gyártó több mint 90 éve van jelen a randoszeruk gyártásában. A második világháború előtt a luxus termékekhez disznóbőrt, a háború utáni időszakban pedig szövetet, lenvászont, fókabőrt vagy cápabőrt használtak. A Sonobe gyártó vezette be a V alakú hátkialakítást, ami kevésbé terheli az iskolások hátát, és a fém táskakapcsos záródást.

## Gyártása
A legtöbb randoszeru előállítása kézzel történik. A randoszeru egy nagyobb, egy darabból szabott testből és több, mint 100 egyéb alkatrészből áll, melyek között vannak stancolással kivágott anyagok, vagy speciális, poliuretánból készült műbőr és a plusz stabilitást adó bélés, de ide számítanak a fém alkatrészek is. Az összeállítás sok lépésből áll, többek között a préselés, gépi varrás, ragasztás, a szíjak lyukasztása és szegecselése, kézi varrás, tisztítás, csomagolás. A randoszeru anyaga és kivitelezése lehetővé teszi, hogy a táska megőrizze jó állapotát és kényelmes viseletet biztosítson a gyermeknek hat évnyi mindennapi hordás alatt. Azonban a körültekintő használat és odafigyelés a hordási idő alatt, meghosszabbíthatja a táska élettartamát és megőrzi állagát, akár a gyermek felnőttkoráig is. A táska hasznosságáról és a vele járó gyermekkori emlékek miatt a táska szimbólum használója számára a viszonylag gondatlan gyermekkorról.

## Ára
A randoszeru tartóssága és jelentősége meglátszik az árában is. Egy új, bőrből vagy műbőrből készült randoszeru ára szupermarketben vagy áruházláncban 30 000–50 000 jen (78 000–132 000 forint) lehet. Áruházban vagy hagyományos műhelyekben vásárolva az ár 55 000–70 000 jen (144 000–184 000 forint) között mozoghat. Márkás randoszeru esetén az ár akár a 100 000 jent (263 000 forintot) is meghaladhatja. Randoszerut gyakran lehet kapni aukciós oldalakon is, használt vagy új állapotban, kedvezőbb árral az eredetihez képest, főként a japán áprilisi iskolakezdéskor. Azonban a gyermeknek az esetek többségében újat vesznek, valamelyest szükséges is, mert megvan az esélye, hogy a gyermeket zaklatni fogják amiatt, hogy nem új randoszerut, vagy közönséges hátizsákot hord.

## Elterjedése
Ma már randoszerut nem csak a kisiskolások használnak. 1982-ben Togava Dzsun a fellépésén piros pliszírozott szoknyát és piros randoszerut viselve jelent meg. 1997 környékén Tomoe Sinohara divatelemként kezdte használni. Manapság stílusos kivitelezése és praktikussága miatt szélesebb körben elterjed felnőttek körében is. Létrejöttek olyan gyártók, akik kifejezetten felnőttek számára készítenek randoszerut. Ilyen márka többek között a Kabanko vagy a Cucsija-kaban. Ezen randoszeruk nagyon hasonlítanak a kisiskolások által használtra, de méretükben különbözőek, általában magasságra nagyobbak, de mélységre kisebbek, bár hagyományos méretűt is árulnak természetesen. Stílusra általában elegánsak, egyszerűbbek, minimalista stílusúak, főként egyszínűek. Ugyanakkor a hagyományos táskát használják az utcai alternatív divatban is. De nem maradt csak Japánban: akkor lépett be az amerikai köztudatba, amikor 2014-ben Zooey Deschanelt egy piros randoszeruvel lefotózták New York utcáin. Több ismert világmárka is gyártatott randoszerut, mint az Adidas, Puma, Converse és a Lexus. Ezen márkás randoszeruk ára 58 000–153 000 jen (152 000–402 000 forint) között mozog. A 2016-ban kiadott Lexus-féle randoszeru különlegessége, hogy ugyanazon karbon szövetből készítették, mint Lexus LFA kétüléses sportautóikat. Azonban a lányoknak sem kell csalódnia, egyéb különleges kiadások is napvilágot láttak, például a Barbie, Hello Kitty vagy Minnie Mouse randoszeru. Az elmúlt években a köztudatba jutása miatt, azok a külföldiek, akik ismerik a randoszeru létezését, például animéken keresztül, növekvő számban vesznek randoszerut Japánban tartózkodásuk alatt, mint szuvenírt. Néha külföldi orientált boltokban is lehet kapni, például reptéri áfamentes boltokban is.